# Betlehemi Boldogasszony-templom és kolostor (Havanna)
A Betlehemi Boldogasszony-templom és kolostor (Iglesia y Convento de Nuestra Señora de Belén) Havanna óvárosában áll. Egy ideig cukornádmalom is működött benne.

## Története
A nagy méretű létesítmény a Calle Compostelában található, első barokk épülete az országnak. A kolostort és a hozzá tartozó templomot a betlehemi rend építtette a 18. század elején, 1718-ban lett kész. A barátok iskolaként működtették. Az épületek az 1850-es években a jezsuiták felügyelete alá került, akik 75 éven át iskolát üzemeltettek benne. Kialakítottak egy meteorológiai állomást is. A jezsuiták 1925-ben hagyták el az épületet, amikor az iskolájukat Marianóba költöztették. Az épület állaga leromlott, 1991-ben tűz is pusztított benne. Jelenleg idősek otthona működik falai között, valamint 2019 óta egy meteorológiával és a klímával foglalkozó múzeum üzemel a fő torony öt emeletén.